# 잃어버린 도시 Z (영화)
《잃어버린 도시 Z》(영어: The Lost City of Z)는 2016년 개봉된 미국의 전기 모험 드라마 영화이다. 데이비드 그랜의 동명의 책을 원작으로 제임스 그레이가 각본 및 연출을 하였다. 볼리비아에 파견됐었고 수 차례 아마존에 잃어버린 고대 도시를 찾으려 했다가 1925년 아들과 함께 갔던 탐험 중에 실종된 영국인 탐험가 퍼시 포싯 주변에 일어난 실제 사건을 다루고 있다. 포싯 역으로서 찰리 허냄과 그의 동료 탐험가 헨리 코스틴 역의 로버트 패틴슨, 포싯의 아내 니나 포싯 역을 연기한 시에나 밀러등이 출연했다.
2016년 10월 15일 뉴욕 영화제에서 전야 영화로서 첫 공개됐고 아마존 스튜디오와 블리커 스트리트를 통해 2017년 4월 14일 미국에서 개봉됐다. 비평가들로부터 극찬을 받았지만, 제작비 3,000만 달러 대비 1,710만 달러 수익을 거두는데 그쳤다.

## 출연진
- 찰리 허냄 - 퍼시 포싯 대령 역
- 로버트 패틴슨 - 헨리 코스틴 상병 역
- 시에나 밀러 - 니나 포싯 역
- 톰 홀랜드 - 잭 포싯 역
  - 보비 스몰드리지 - 7세 잭 포싯 역
  - 톰 멀헤런 - 어린 잭 역
- 앵거스 맥페이든 - 제임스 머리 역
- 클라이브 프랜시스 - 존 스콧 켈티 경
- 에드워드 애슐리 - 아서 맨리 상병 역
- 이언 맥더미드 - 조지 골디 경
- 프랑코 네로 - 데 곤도리스 남작
- 해리 멜링 - 윌리엄 버클레이
- 존 색빌 - 사이먼 보클러크 역
- 애덤 벨러미 - 세실 고슬링 역
- 대니얼 허틀스톤 - 브라이언 포싯 역